# Mark of the Blade
Mark of the Blade è il sesto album in studio del gruppo musicale statunitense Whitechapel, pubblicato dalla Metal Blade Records il 24 giugno 2016.

## Descrizione
È il primo album dei Whitechapel che vede il cantante Phil Bozeman eseguire una voce pulita, in particolare su Bring Me Home e Decennium, e l'ultimo con il batterista Ben Harclerode. Il 24 giugno 2016 è stato pubblicato un video musicale per la traccia Elitist Ones.
Thom Jurek di AllMusic ha scritto riguardo l'album: "Nel realizzare un disco che indulga a molte delle loro ossessioni di songwriting, Mark of the Blade potrebbe essere stato un disastro, ma non lo è. Sequenza e flusso, stati d'animo e stili, tutte le forme in un insieme coerente, anche se avrebbe potuto essere costruito in modo più giudizioso". Denise Falzon di Exclaim! ha descritto l'album come "incostante": "Musicalmente, i nuovi tocchi funzionano bene e fluiscono con il resto dell'album, ma le voci pulite in particolare si sentono forzate e gravemente fuori luogo".

## Tracce
1. The Void – 4:08
2. Mark of the Blade – 2:54
3. Elitist Ones – 4:37
4. Bring Me Home – 4:49
5. Tremors – 4:20
6. A Killing Industry – 4:05
7. Tormented – 4:14
8. Brotherhood – 4:20 (instrumental)
9. Dwell in the Shadows – 4:02
10. Venomous – 4:24
11. Decennium – 6:11

## Formazione
- Phil Bozeman - voce
- Ben Savage - chitarra
- Alex Wade - chitarra
- Zach Householder - chitarra
- Gabe Crisp - basso
- Ben Harclerode - batteria